# Großer See bei Fürstenwerder
Der Große See – auch Wahrensee oder Großer Wahrensee genannt – bei der ehemaligen Kleinstadt Fürstenwerder in der Gemeinde Nordwestuckermark ist ein zu den Uckermärkischen Seen gehörender Binnensee im Landkreis Uckermark, Brandenburg. Sein Nord- und Westufer bilden die Grenze zu Mecklenburg-Vorpommern. Er hat eine maximale Länge von rund 3,7 Kilometern und eine maximale Breite von 1,8 Kilometern.
Er wird von der Köhntop durchflossen, deren Oberlauf in Mecklenburg die wenig bekannten Namen Hechtgraben und (ab dem Woldegker Stadtsee) Dieckgraben trägt. Aus dem Großen See fließt sie am Nordrand des Ortes Fürstenwerder wenige hundert Meter nach Osten zum benachbarten Dammsee und wird von dort bis zum Wolfshagener Haussee zumeist Landgraben genannt.
Der See ist ein stark gegliederter eutropher Klarwassersee und hat am Nordufer zwei ausgeprägte Buchten, die durch die Halbinsel Scheunenwerder getrennt sind. Der Südteil des Sees ist durch die Halbinsel Eichwerder vom Nordteil getrennt. Im Nordteil gibt es vier kleinere Inseln.
Der Name Wahrensee leitet sich vermutlich vom altpolabischen Wort *varn „Rabe“ oder *varna „Krähe“ ab.

## Weblink
- Seensteckbrief des Landesamts für Umwelt nach EU-Wasserrahmenrichtlinie (PDF; 698 kB)